# Adolf Schiffer
Adolf Schiffer (14. srpen 1873 Praha – 13. května 1950 Budapešť) byl česko-maďarský violoncellista židovského původu.

## Život
Narodil se v Praze, v židovské rodině. 
Na violoncello se učil v mládí soukromě, nakonec byl přijat na Hudební akademii Ference Liszta v Budapešti, kde se stal posledním velkým žákem Davida Poppera, rovněž pražského rodáka. Schiffer se stal posléze Popperovým asistentem a po Popperově odchodu do penze zaujal jeho místo profesora hry na violoncello, které zastával až do penzionování v roce 1939. 
Jeho nejslavnějším violoncellovým žákem byl János Starker, vedl však i budoucí skladatele Paula Abrahama či Mátyáse Seibera.